# Ashes
Ashes — четвёртый студийный альбом норвежской группы Tristania, записанный в TopRoom studio в 2004 году и выпущенный 1 февраля 2005 года.

## Стиль, отзывы критиков
Эдуардо Ривадавия с сайта AllMusic оценил альбом положительно, заметив, что он содержит «всю необходимую драматичность и скорбную красоту» готик-метала. Критик похвалил оригинальную технику тройного вокала (сочетания женского сопрано, мужского баритона и мужского гроулинга), а также гитарные и синтезаторные партии. Единственный недостаток, который Ривадавия нашёл в альбоме — его недостаточная продолжительность (43 минуты у изначальной версии), в остальном же диск, по его мнению, великолепен.

## Список композиций
Текст песни «The Wretched» основан на стихотворении Кьяртана Хермансена «Ascending:Descending».
| №                   | Название                | Длительность |
| ------------------- | ----------------------- | ------------ |
| 1.                  | «Libre»                 | 4:30         |
| 2.                  | «Equilibrium»           | 5:49         |
| 3.                  | «The Wretched»          | 7:01         |
| 4.                  | «Cure»                  | 6:00         |
| 5.                  | «Circus»                | 5:09         |
| 6.                  | «Shadowman»             | 6:31         |
| 7.                  | «The Gate» (Бонус-трек) | 6:46         |
| 8.                  | «Endogenisis»           | 7:37         |
| 9.                  | «Bird» (Бонус-трек)     | 5:10         |
| Общая длительность: | Общая длительность:     | 54:33        |

Изначальная версия альбома содержит семь композиций. Джевел-издание было дополнено треком «Bird», в диджипак и в японское издание вошли оба бонус-трека — «The Gate» и «Bird». Специальное расширенное издание для Северной Америки содержало, вдобавок, клип «Equilibrium» и альтернативную обложку с Вибеке Стене.

## Участники записи
- Кьётиль Ингебретсен — экстрим-вокал
- Вибеке Стене — вокал
- Эстен Бергёй — чистый вокал
- Эйнар Моэн — синтезатор и программирование
- Кеннет Олсон — ударные
- Руне Остерхус — бас-гитара
- Андерс Хидле — гитара